# Henry Clay Longnecker
Henry Clay Longnecker (* 17. April 1820 in Allen, Cumberland County, Pennsylvania; † 16. September 1871 in Allentown, Pennsylvania) war ein US-amerikanischer Politiker. Zwischen 1859 und 1861 vertrat er den Bundesstaat Pennsylvania im US-Repräsentantenhaus.

## Werdegang
Henry Longnecker besuchte die Norwich Military Academy in Vermont und das Lafayette College in Easton. Nach einem anschließenden Jurastudium und seiner Zulassung als Rechtsanwalt begann er in Easton in diesem Beruf zu arbeiten. Während des Mexikanisch-Amerikanischen Krieges diente er als Offizier der US Army unter dem Kommando von General Winfield Scott. Dabei stieg er bis zum Hauptmann auf. Zwischenzeitlich wurde er auch verwundet. Zwischen 1848 und 1850 war Longnecker Bezirksstaatsanwalt im Lehigh County. In den 1850er Jahren wurde er Mitglied der 1854 gegründeten Republikanischen Partei.
Bei den Kongresswahlen des Jahres 1858 wurde Longnecker im siebten Wahlbezirk von Pennsylvania in das US-Repräsentantenhaus in Washington, D.C. gewählt, wo er am 4. März 1859 die Nachfolge des Demokraten Henry Chapman antrat. Bis zum 3. März 1861 konnte er eine Legislaturperiode im Kongress absolvieren. Diese war von den Ereignissen im unmittelbaren Vorfeld des Bürgerkrieges geprägt.
Während des Bürgerkrieges war Longnecker bei der Aufstellung von Freiwilligenverbänden aus Pennsylvania behilflich. Danach diente er als Oberst im Heer der Union. Nach dem Krieg praktizierte er wieder als Anwalt. Im Jahr 1867 wurde er Richter im Lehigh County. Er starb am 16. September 1871 in Allentown.